# Åsbo, Boxholms kommun
Åsbo är kyrkbyn i Åsbo socken i Boxholms kommun i Östergötlands län. Den är belägen öster om Strålsnäs.
I orten ligger Åsbo kyrka som tillhör Boxholms församling.